# Bartletts tinamoe
Bartletts tinamoe (Crypturellus bartletti) is een vogel uit de familie tinamoes (Tinamidae). De wetenschappelijke naam van de soort is voor het eerst geldig gepubliceerd in 1873 door Philip Lutley Sclater en Osbert Salvin en deze naam is een eerbetoon aan de Britse natuuronderzoeker Edward Bartlett.

## Beschrijving
Bartletts tinamoe wordt ongeveer 27 cm groot. de rug is bruin met zwarte markeringen, de keel en buik zijn wit en de kruin is bruin. De flanken zijn zwart gestreept.

## Voedsel
Bartletts tinamoe eet vooral vruchten van de grond of van lage struiken, maar ook ongewervelden, zaden, bladeren, wortels en bloemen.

## Voortplanting
Het mannetje paart met ongeveer vier vrouwtjes, die hun nest bouwen in het dichte struikgewas. Daarna broedt het mannetje de eieren uit en voedt hij de jongen op.

## Voorkomen
De soort komt voor in het westen van het Amazoneregenwoud.

## Beschermingsstatus
Op de Rode Lijst van de IUCN heeft de soort de status niet bedreigd.